# Mi Vida Local
Mi Vida Local è il nono album in studio del gruppo hip hop Atmosphere, pubblicato nel 2018.

## Tracce
1. Jerome – 4:15
2. Stopwatch – 4:09
3. Virgo – 4:32
4. Delicate – 5:05
5. Drown (featuring Cashinova, The Lioness & Dem Atlas) – 4:31
6. Anymore – 4:03
7. Earring (featuring Musab) – 3:03
8. Trim – 3:32
9. Specificity – 2:02
10. Mijo – 4:07
11. Randy Mosh (featuring The Dynospectrum) – 5:31
12. Graffiti – 4:27